# Biker-Gletscher
Der Biker-Gletscher (von englisch biker ‚Zweiradfahrer‘) ist ein 4 km langer und 1 km breiter Gletscher im ostantarktischen Viktorialand. Er fließt vom Polarplateau in nördlicher Richtung zwischen Mount Littlepage und Mount Dearborn zum Mackay-Gletscher.
Die Benennung ist seit 1995 vom New Zealand Geographic Board anerkannt und geht auf die Benutzung von Fahrrädern als Transportmittel bei der Erkundung des Gebiets durch die Mannschaft um den neuseeländischen Glaziologen Trevor J. H. Chinn (1937–2018) zwischen 1992 und 1993 zurück.